# Požeška županija
 Ovo je članak o povijesnoj Požeškoj županiji iz vremena Hrvatsko-Ugarskog Kraljevstva, Kraljevine Slavonije i Trojedne Kraljevine Hrvatske, Slavonije i Dalmacije. Za suvremenu županiju vidi: Požeško-slavonska županija.
Požeška županija (mađ. Pozsega vármegye; lat. Comitatus Poseganus) ime je povijesne županije u Kraljevini Hrvatskoj i Slavoniji unutar Zemalja Krune sv. Stjepana u doba Austro-Ugarske Monarhije. Glavni grad županije bila je Požega.
Poznato je da je Požeška županija postojala već u 12. stoljeću, a obnovljena je početkom 18. stoljeća. Nakon odlaska Turaka, no u ovim je granicama utemeljena nakon što je 15. srpnja 1881. Vojna krajina ponovno vraćena u punu vlast Hrvatske i Slavonije. Nakon odluke Hrvatskog sabora iz 1918. o raskidanju državno-pravnih veza s Austrijom i Ugarskom, i ova je županija dijelila sudbinu Hrvatske.

## Zemljopis
Županija je graničila s Bosnom i Hercegovinom koja je bila pod zajedničkom austro-ugarskom upravom, te sa županijama Zagrebačkom, Bjelovarsko-križevačkom, Virovitičkom i Srijemskom koje su pripadale Hrvatsko-slavonskom kraljevstvu. Protezala se uz sjevernu obalu rijeke Save, a oko 1910. pokrivala je površinu od 4.933 km2.

## Povijest
Požeška se županija prvi put spominje 1210. godine, u darovnici Andrije II. za templare (Comitatus de Posega), a župan 1221. godine, u ispravi Andrije II., kojom se dopušta zamjena posjeda banu Ohuzu i vukovskom knezu Tomi (comes de Posogua). U srednjem se vijeku prostirala na području Požeške kotline i Posavine (od rijeke Sloboštine do Broda). Tijekom 13. stoljeća, županija je bila smatrana posjedom ugarskih kraljica, te su one postavljale župane i ubirale sve državne prihode. Od kraja 14. stoljeća, teritorij Požeške županije izložen je provalama osmanlijskih četa, koje kulminiraju osmanlijskim osvajanjem teritorija županije 1537. godine. 
Na prostoru bivše, srednjovjekovne županije, Osmanlije su ustanovile Požeški sandžak. Nakon rata za oslobođenje (1683. – 1699.) i mira u Srijemskim Karlovcima (1699.), teritorij srednjovjekovne Požeške županije bio je oslobođen. Međutim, umjesto obnove županijskog uređenja, oslobođeno područje bilo je podređeno dvojnoj, komorsko-vojnoj upravi. 
Onaj dio Slavonije koji nije ušao u Vojnu krajinu bio je podijeljen nakon 1732. na četiri okruga: Virovitica, Požega, Valpovo i Osijek s dva grada: Požegom i Osijekom. Na krunidbenom saboru u Požunu, 14. svibnja 1741., Marija Terezija je obećala obnovu slavonskih županija. Godine 1745. godine obnovljeno je županijsko uređenje Slavonije formiranjem Virovitičke, Požeške i Srijemske županije. 
Požeška županija bila je i službeno obnovljena 1745. kada je za požeškog velikog župana bio određen Vladislav Vajaj de Vaya, a svečana instalacija službenika županijske uprave obavljena je 21. studenog 1745. Godine 1785. Josip II. ukida županije i uvodi okružja, a teritorij Požeške županije potpao je pod pečujsko okružje. 
Okružje je bilo potčinjeno Ugarskom namjesničkom vijeću. Skupština se nije sastajala, već su se sastajala vijeća. Veliki župan, kojeg je birao kralj, bio je podređen kraljevom povjereniku i provodio je kraljeve naredbe. Podžupana je imenovao predsjednik okružja. Nakon smrti Josipa II. 1790. dolazi do obnove županija i njihovog rada prema ustroju iz sredine 18. stoljeća.
Nakon raskidanja državno-pravnih veza s Austrijom i Ugarskom odlukom Hrvatskog sabora iz 1918. i ova županija slijedi sudbinu Hrvatske. Županijska uprava formalno je prestala Uredbom o podjeli zemlje na oblasti (SN 92/1922, od 28. travnja 1922.), koja je provedena 1924. godine. Županija je u prešla u nadležnost Osječke oblasti.

## Uprava
Veliki župan bio je nadležan u ime kralja upravljati svim upravnim, sudskim i vojnim poslovima neposredno ili posredno preko podžupana. Predsjedavao je velikim i malim županijskim skupštinama, sudskim vijećanjima u županiji i predstavljao županiju u Saboru. Upravni poslovi su prvenstveno obuhvaćali ubiranje kontribucije i drugih daća, briga za ubiranje desetine i pitanje selidbe kmetova, reguliranje mitnica, carinarnica, cesta, mostova, taksiranje živežnih namirnica i dr. Veliki je župan Požeške županije ujedno obnašao dužnost gradonačelnika Požege i Slavonskog Broda
Pravosudni poslovi bili su rješavani pred Županijskim sudbenim stolom (Sedes iudicaria ili sedria) koji je bio sud prvog stupnja, a sudio je u građanskim parnicama (dugovi, dioba i nasljedstvo dobara, reambulacija međa, urbarska prava na temelju desetine) i kaznenim procesima (nasilje nad imovinom i imovinskim pravima). Kao prizivni sud rješavao je žalbe protiv presuda podžupanâ i plemićkih vlastelinskih sudaca. Prizivni sud za odluke Sudbenog stola bio je Banski stol. Reformom sudstva 1723. postaje prizivni i kazneni sud. 
Godine 1748. kraljica Marija Terezija je odredila da se slavonske daće, umjesto banu, plaćaju Ugarskoj dvorskoj kancelariji. Godine 1751. na Ugarskom je saboru predloženo, a što je kraljica i prihvatila, da slavonske županije šalju po jednog poslanika na Ugarski sabor, dok su i dalje, nazivno, ostale pod banovom jurisdikcijom.
Vojni poslovi županije uglavnom su se odnosili na pitanje pučkog ustanka. Od 1761. godine ojačala je uprava županijske samouprave tako da je u upravne poslove županije spadalo, osim prije navedenih poslova, ubiranje kontribucije i drugih daća, briga za normalno odvijanje ubiranja desetine i pitanje seljenja kmetova, reguliranje mitnica, carinarnica, puteva, mostova, težina i mjera, taksiranje najvažnijih živežnih namirnica, reguliranje nadnica te najamnog odnosa uopće. Vojni i pravosudni poslovi su ostali nepromijenjeni. 
U kratkom razdoblju, za trajanja reformi Josipa II. (1785 - 1790.), županija postaje najniža teritorijalna upravna jedinica čiji su članovi uprave samo izvršni organi podređeni okružnim predstojnicima. Bila je potčinjen Ugarskom namjesničkom vijeću, a podžupana je imenovao predsjednik okružja. Dokinućem reformi Josipa II. uslijedio je povratak županijâ. Ustroj i funkcije županijâ izmijenjene su novom upravnom organizacijom Hrvatske i Slavonije od 12. lipnja 1850. godine.

### Veliki župan
Na čelu županije nalazio se veliki župan (comes supremus) kao glavar županije, koji je u ime kralja, upravljao svim upravnim, sudskim i vojnim poslovima neposredno ili posredno preko podžupanâ. On je predstavljao županiju u Hrvatskom saboru te predsjedavao županijskim skupštinama i sudskim vijećima u županiji. Velikog župana je birao kralj. Ostala županijska uprava bila je birana na izbornim skupštinama (restauratio) svake treće godine. Velikog župana zamjenjivala su dvojica podžupana: 
1. redovni požupan (vicecomes ordinarius) za upravne poslove te čuvar pečata županije
2. podžupan - zamjenik (vicecomes substitutus) za županijske i sudske poslove.

Ostalu županijsku upravu činili su bilježnici (notarius), koji su čitali spise na skupštinama i sastavljali zapisnike županijskih sjednica. Postojao je redovni (veliki) bilježnik (notarius ordinarius) čiji se zamjenik nazivao podbilježnikom (vicenotarius). U upravu su još ulazili plemićki suci (judices nobilium) i podsuci (vicejudices nobilium) čiji je broj ovisio o broju županijskih kotara (objavljivali su naredbe općinama i izricali presude); prisjednici županijskog sudbenog stola (assesores); fiskal (advocatus); blagajnik (camerarius); arhivist (archivarius); liječnik (medicus), ranarnik (chirurgus); mjernik (geometra).

### Županijske skupštine
Središte županijske djelatnosti bile su županijske skupštine (congregatio nobilium): 
1. Velika ili Opća (congregatio generalis)
2. Mala (congregatio particularis).

Velike su se skupštine održavale četiri puta godišnje, a u njihovom radu su sudjelovali, osim županijske uprave, prelati, velikaši, plemići te predstavnici slobodnih kraljevskih gradova ili trgovišta. Na njima se raspravljalo o svim poslovima koji su ulazili u županijsku nadležnost (proglašavali su se zakoni i vladine naredbe, rješavali porezni poslovi, određivalo novačenje, opskrba vojski, obavljali izbori raznih povjerenstava, određivale parnice protiv plemića, proglašavale plemićke isprave, rješavale urbarske tužbe), potvrđivali zaključci 
Male skupštine te birali poslanici za Hrvatski sabor (u pravilu dvojica). Malu je skupštinu činila županijska uprava, a na njoj su se rješavali tekući i hitni poslovi. Županijski sudbeni stol (sedes iudicaria ili sedria) činili su suci i prisjednici, a predsjedao im je veliki župan ili jedan od podžupana. Teritorij županije (comitatus) dijelio se na kotareve (processus), kotarevi na okruge (districtus), a okruzi na općine ili sudčije (communitates ili iudicatus).

## Stanovništvo
Prema popisu iz 1910. županija je imala 265.272 stnovnika koji su govorili sljedećim jezicima:
- Hrvatski jezik: 142.616
- Srpski jezik: 66.783
- Mađarski jezik: 16.462
- Njemački jezik: 13.143
- Slovački jezik: 3.352
- Rusinski jezik: 2.888

## Upravna podjela
Teritorij županije je bio podijeljen na dva kotara: požeški kotar koji je obuhvaćao vlastelinstva Blacko, Brestovac, Cernik, Kaptol, Kutjevo, Pleternica, Stražeman i Velika; i pakrački kotar koji je obuhvaćao posjede Pakrac, Podborje (Daruvar), Sirač i Kutina. Požeški kotar (Processus Inferior Poseganus) je imao dva okruga: pleternički i kutjevački, kao i pakrački kotar (Processus Superior Pakraczensis): kutinski i daruvarski. Početkom 20. stoljeća Požeška županija bila je podijeljena na sljedeće kotareve:
| Kotarevi              | Kotarevi                   |
| Kotar                 | Središte                   |
| --------------------- | -------------------------- |
| Brod                  | Brod, danas Slavonski Brod |
| Daruvar               | Daruvar                    |
| Novska                | Novska                     |
| Pakrac                | Pakrac                     |
| Požega                | Požega                     |
| Nova Gradiška         | Nova Gradiška              |
| Municipalni gradovi   |                            |
| Požega                |                            |
| Brod (Slavonski Brod) |                            |

## Za daljnje čitanje
- Požeška županija na Portalu znanstvenih časopisa Republike Hrvatske  Arhivirana inačica izvorne stranice od 5. ožujka 2021. (Wayback Machine)